# ヨーロッパウナギ
ヨーロッパウナギ（欧羅巴鰻、学名：Anguilla anguilla）は、ウナギ科に属する魚類の1種。ヨーロッパに分布する唯一のウナギであり、古代から食用魚として利用された長い歴史を持つが、個体数は近年著しく減少している。2007年にワシントン条約の付属書に記載され、2009年から貿易取引が制限されている。

## 分布・生態

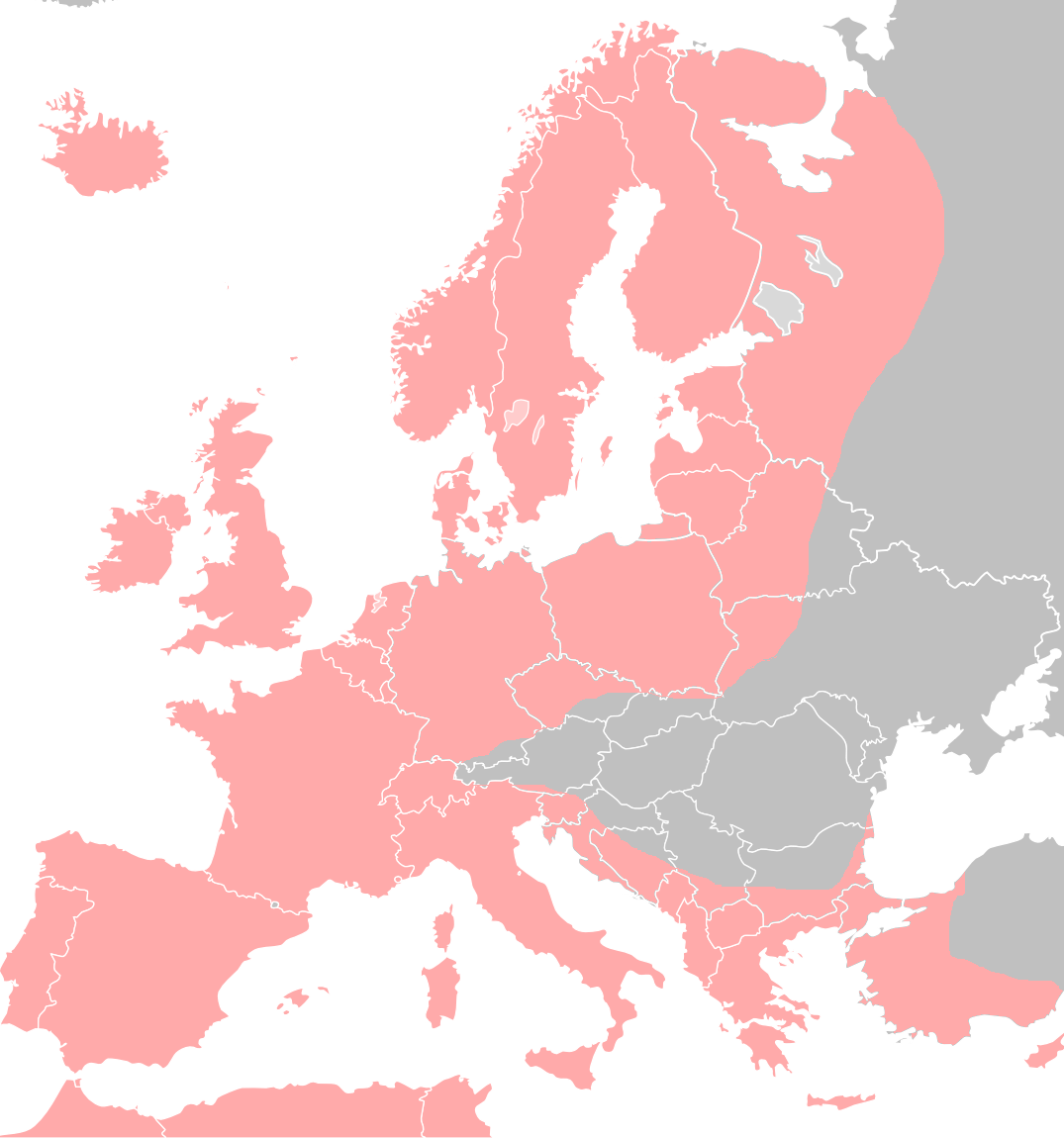
ヨーロッパウナギの分布域。欧州全域の河川に幅広く分布する

スカンジナビア半島・バルト海から、地中海および黒海沿岸にかけて、ヨーロッパ全域の河川に生息する。モロッコなど、北アフリカの一部にも分布する。他のウナギ科魚類と同様に夜行性・底生性で、普段は川底の泥や岩陰に潜んでいる。マイン川、クズルウルマク川など。また、日本にも一部に移入分布する。
戦後、日本に養鰻種苗としてこれらの地域から大量輸入され、養殖された。さらにウナギの数が減って問題になると、地域の漁協による義務放流が始まり、養殖されていた安価なヨーロッパウナギが放流された。この結果、日本各地の水系において、ヨーロッパウナギを含む外国産ウナギが移入分布していることが確認されている。

## 生活史
海で産卵していることは推定されていたが、産卵場がどこにあるかは長らく不明で、生活史は謎に包まれていた。1920年代になってようやく、デンマークの海洋生物学者であるヨハネス・シュミットがバミューダ諸島周辺で生まれたばかりの仔魚を採取し、サルガッソ海で産卵が行われていることを突き止めた。
サルガッソ海で冬から春にかけて孵化した仔魚は、カライワシ上目の魚類に共通する特徴として、レプトケファルス（葉形仔魚）と呼ばれる独特の形態をとる。レプトケファルスは3年程度かけて成長しながら、メキシコ湾流に乗ってヨーロッパ各地の沿岸に運ばれる。仔魚は河口域で変態し、「ガラスウナギ（glass eel）」（透明な体のまま、ウナギらしい形態もつ状態）を経てエルバー（elver）と呼ばれる稚魚（いわゆるシラスウナギ）となり、河川に遡上する。淡水域で雄は6-12年、雌は9-20年かけて成長する。成熟した個体は眼が大きく、頭部がとがるようになり、体色は暗い銀色になる（Silver eel）。

ウナギの生活環

性成熟に達した個体は再び海に降りてサルガッソ海に向かい、生涯一度きりの産卵を行う。降海した後の成魚は餌を摂らず、4-7ヶ月かけてほぼ一直線に産卵場を目指すことが、標識個体の追跡調査によって明らかにされている。河口域で捕獲される降海直前の個体からは成熟卵が一切見つからないことから、サルガッソ海への移動中にすべての卵形成が行われるとみられている。近年の遺伝子解析によれば、繁殖は同じ河川あるいは同地域の雌雄同士で行われ、産卵場で出会った他地域の個体間によるランダムなペアリングは起きないことが示唆されている。なお耳石の解析から、河川遡上せず生涯を海で過ごし成熟する個体（海ウナギ）や河川と海を複数回行き来する個体（河口ウナギ）が居ることが明らかとなった。
本種と同様にサルガッソ海で産卵を行うウナギとして、アメリカ大陸東岸の河川に生息するアメリカウナギ A. rostrata が知られる。ヨーロッパウナギとの関係には不明な点が多く、両者を同種と考える研究者もいる。

## 形態
外見はニホンウナギ A. japonica とほぼ同様で、細長い円筒形の体を特徴とする。雌の方が雄よりも大きく成長し、最大で130cm程度になる。下顎は上顎よりもやや長い。
鰭はすべて軟条で構成され、腹鰭を欠く。背鰭・臀鰭は非常に長く尾鰭と連続し、総鰭条数は500本以上に達する。背鰭の起始部は胸鰭よりも後方に位置し、臀鰭は肛門のすぐ後ろから始まる。椎骨は110-120個。

## 人間との関わり

### どこで生まれるのか

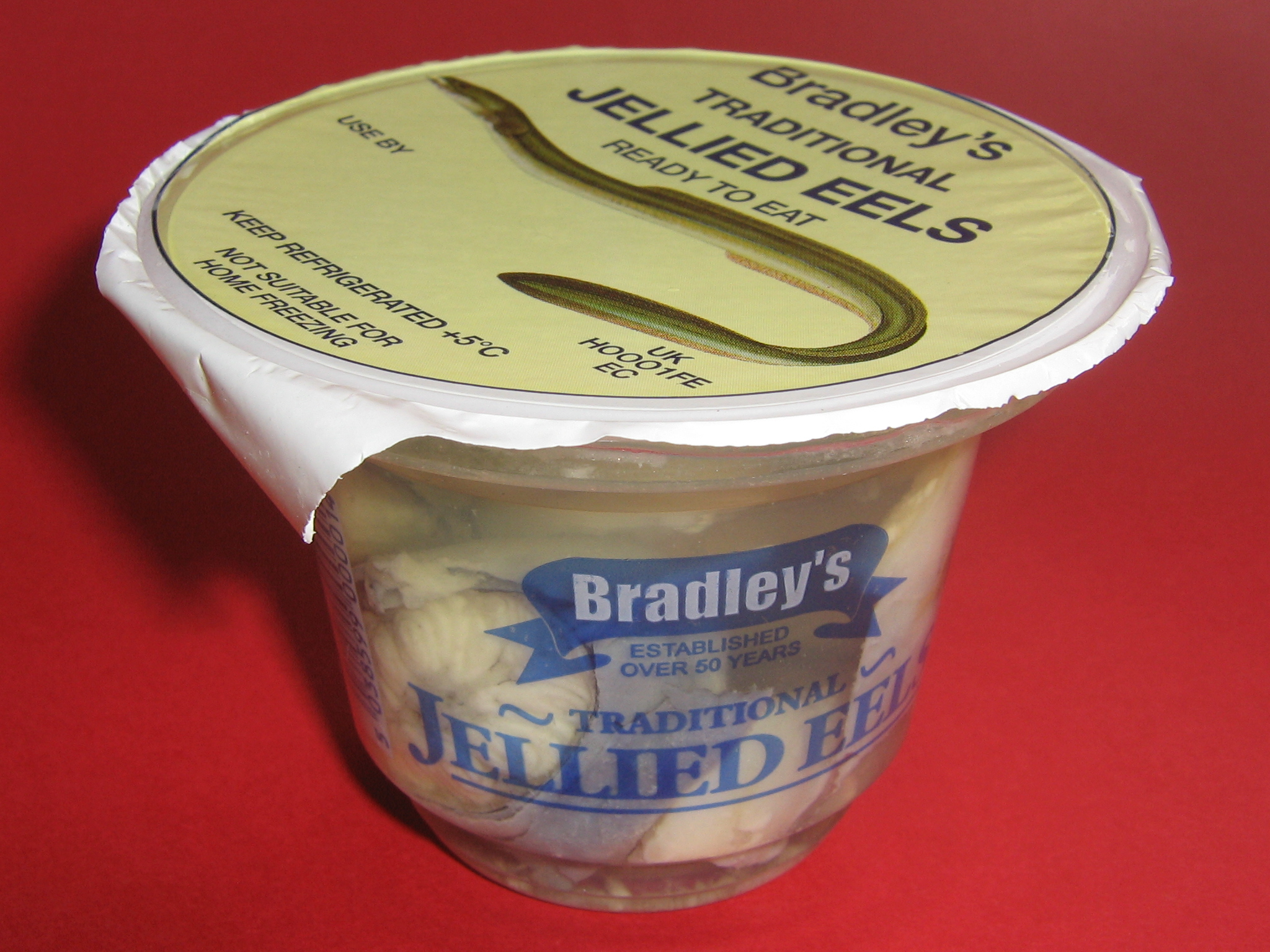
ヨーロッパウナギのゼリー寄せ

非常に古くから知られてきた魚類の一種である。その記録は古代ギリシアにまでさかのぼり、アリストテレスは本種が降河回遊をしていることを示している。沿岸や河川で捕獲される個体が成熟した卵をもっていないことは当時から知られ、本種がどこから来てどこへ行くのか、さまざまな憶測を生んできた。前述のアリストテレスは地中からヨーロッパウナギが生じると信じていたほか、古代ローマの博物学者であった大プリニウスは、体から剥がれ落ちた皮膚の破片から稚魚が生まれると考えていた。
これらの荒唐無稽な仮説は、1887年にイタリアのメッシーナ海峡で成熟卵をもつ雌が発見されたことにより、初めて科学的に否定された。さらに、それまで別種の魚類と考えられていたレプトケファルスが、ウナギ類の仔魚であることも判明し、ヨーロッパウナギの生活史は、急速に明らかにされてゆくことになる。

### 食用魚として
食用魚としての歴史も長く、欧州各地で干物・塩漬け・ヨーロッパウナギの燻製・フライ・煮込み・焼き魚など、さまざまな調理方法で利用されてきた。ロンドン・イーストエンドのウナギゼリー寄せなど、郷土料理として知られるものもある。日本のウナギと同じように、捕獲したシラスウナギを成魚まで育てる養鰻場も、ヨーロッパ各地に存在する。
19世紀には河口に大量に押し寄せたヨーロッパウナギであったが、乱獲や工業化に伴う生息環境の攪乱によって資源量は著しく減少しており、近年では絶滅が危惧されている。ヨーロッパウナギについては、1990年代に稚魚を中国で養殖し日本へ輸出する販路が定着し、輸出が本格化すると資源は激減した。稚魚の乱獲が主な原因と指摘されている。
2025年世界自然保護基金（WWF）ジャパンと中央大学は、日本国内で販売されたウナギの蒲焼133サンプルのDNA分析結果より、約４割がアメリカウナギで、ヨーロッパウナギも含まれていた。WWFジャパンは、ウナギを大量消費する日本が違法なウナギ漁業を支えている可能性を指摘している。
ヨーロッパウナギは2007年以来ワシントン条約附属書IIに掲載され取引規制が実施されている。2025年6月欧州連合はヨーロッパウナギに加え、既知のウナギ類19種・亜種全てを附属書IIに掲載する提案を正式に提出した。生きたシラスウナギだけでなくかば焼きなどの加工品も対象とし、輸出国に対し合法的な捕獲の証明を提示し輸出許可を取得することを義務付ける内容で、2025年ワシントン条約締約国会議で採択されれば2027年6月に発効する。

### 最長飼育記録
1859年に捕獲された個体が長らくスウェーデンの民家の井戸で飼育されていたが、2014年に死亡が確認された。約155年に渡って飼育されていたこととなる。